# Mama Ocllo

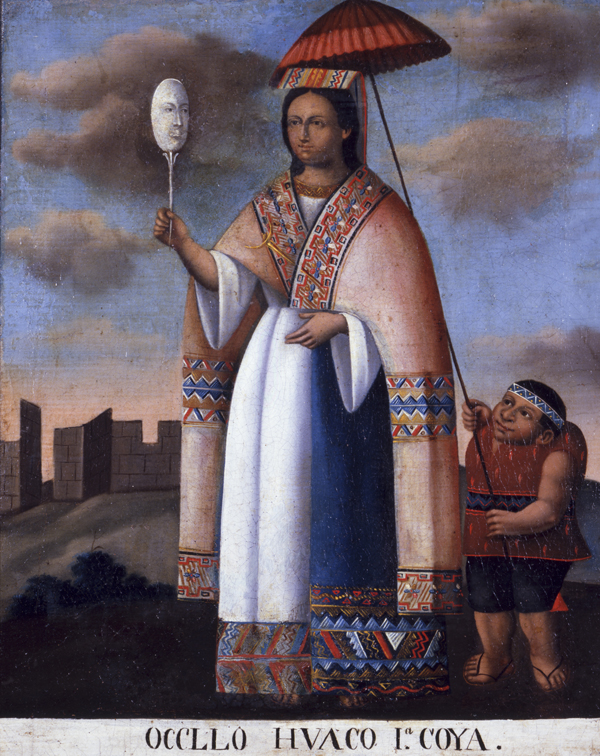
Mama Ocllo, huile sur toile anonyme, Pérou vers 1840, San Antonio Museum of Art

Dans la mythologie inca, Mama Cora Ocllo appelée également Mama Ocllo, Mama Ogllo, Mama Oello (orthographes hispanisées), Mama Oella, Mama Oullo, Mama Occlo (orthographes résultant d'une erreur d'interprétation de lecture optique (OCR), ou Mama Uqllu (Quechua) est une déesse inca.
Selon une légende, elle est la fille d'Inti et de Mama Killa, et selon une autre légende elle est la fille de Viracocha (Wiraqucha) et de Mama Qucha.
Mama Occlo est la femme et la sœur de Manco Capac dans la mythologie inca et découvre Cuzco avec lui,. Elle est déifiée comme déesse mère et déesse de la fertilité.
Selon une des légendes associées, elle, Rahua, Cora et Huaco auraient chacune épousé un des fils de Pirua Viracocha.

## Culture

### Peinture
- Mama Ocllo, huile sur toile anonyme, Pérou vers 1840, San Antonio Museum of Art (œuvre représentée ci-contre)

### Littérature
- El primer nueva corónica y buen gobierno (1615) (La première nouvelle chronique et bon gouvernement) ouvrage de Felipe Guamán Poma de Ayala dans lequel figurent des illustrations de Mama Ocllo et de Manco Capac

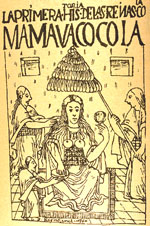
Illustration de l'ouvrage de Felipe Guamán Poma de Ayala

### Art contemporain
- Mama Occlo figure parmi les 1 038 femmes référencées dans l'œuvre d’art contemporain The Dinner Party (1979) de Judy Chicago ; son nom y est associé à Hatchepsout[11].